# Thomas Fileccia
Thomas Fileccia, né le 15 septembre 1999 à Marseille, est un sportif professionnel français de football américain évoluant au poste d'offensive tackle dans la European League of Football (ELF) pour la franchise des Mousquetaires de Paris depuis novembre 2023.
Avant de rejoindre Paris, il a joué pour les Panthers de Varsovie et les Seamen de Milan. Il est également international français.
Avec les Steelers de Kuopio (en), il a remporté le Maple Bowl en 2020.

## Carrière
Fileccia commence sa carrière à l'âge de 17 ans en jouant en France avec les Blue Stars de Marseille après avoir découvert le football américain via le jeu vidéo Madden sur PlayStation. 
Il joue ensuite en Finlande, d'abord avec les United Newland Crusaders (fi) en 2019, puis avec les Kuopio Steelers l'année suivante avec qui il remporte le championnat finlandais. En 2021, il rejoint les Rebels de Berlin (en) dans la ligue allemande de football pour une saison.
Il rejoint ensuite la European League of Football où il joue avec les Panthers de Wrocław (2022) et les Seamen de Milan (2023). Après 24 matchs disputés en ELF à l'étranger, Fileccia revient en France chez les Mousquetaires de Paris en novembre 2023. 